# Hajnówka (gmina wiejska)
Hajnówka (biał. гмiна Гайнаўка, hmina Hajnaŭka; w 1954 gmina Nowoberezowo) – gmina wiejska w województwie podlaskim, w powiecie hajnowskim.
Siedziba gminy to miasto Hajnówka, nie wchodzące w jej skład.
W 2010 roku w gminie wprowadzono język białoruski jako język pomocniczy.
Według danych z 30 czerwca 2014 gminę zamieszkiwały 3942 osoby. Natomiast według danych z 31 grudnia 2019 roku gminę zamieszkiwały 3843 osoby.

## Historia
Gmina Hajnówka istniała na osi dziejów w trzech odsłonach: w latach 1929–1930, w latach 1934–1953 oraz od 1973 roku.

### Pierwsza odsłona (1929–1930)
Gmina zbiorowa Hajnówka z siedzibą w osadzie Hajnówce powstała po raz pierwszy 13 kwietnia 1929 w powiecie bielskim w woj. białostockim. W jej skład weszły:
- z gminy wiejskiej Białowieża w powiecie bielskim, województwie białostockim:
  - miejscowości: Długi Bród, osada Hajnówka, Jakubowo, Krugłe, Łozice, Nikiforowszczyzna, Orzeszkowo, Piaski, Postołowo, Sawiny Gród, Skryplewo, Starzyna, Wierzchowskie, Wiluki, Wygon i Zabagonie;
- z gminy wiejskiej Łosinka w powiecie bielskim, województwie białostockim:
  - miejscowości: Bielszczyzna, Czyżyki, Dolna, Dubiny, Kraskowszczyzna, Lipiny, Nowoberezowo, Placówka, Putiska, Wygody i zakłady chemiczne "Grodzisk";
- z gminy wiejskiej Masiewo w powiecie bielskim, województwie białostockim:
  - miejscowości: Dubińska Ferma, Golakowa Szyja, Nowosady, Olchowa Kładka, Smolany Sadek, Sorocza Nóżka, Przechody i Zwodzieckie;
- z gminy wiejskiej Orla w powiecie bielskim, województwie białostockim:
  - miejscowości: Borek, Chytra, Górna, Judzianka, Progale i Poryjewo.

1 kwietnia 1930 dla gminy Hajnówka zastosowano przepisy ustawy z dnia 11 sierpnia 1923 o tymczasowem uregulowaniu finansów komunalnych, dotyczące gmin miejskich.
30 czerwca 1930 gminę Hajnówka zniesiono, a jej poszczególne miejscowości powróciły dokładnie do tych samych gmin, do których należały przed utworzeniem gminy Hajnówka w 1929 roku.

### Druga odsłona (1934–1953)
Gminę Hajnówka utworzono po raz drugi 1 października 1934 w powiecie bielskim, województwie białostockim. Gmina objęła jednak inny obszar niż w latach 1929 –1930 (miejscowości uszeregowano według podziału gmin na gromady, wprowadzonego 16 października 1933):
- ze zniesionej gminy wiejskiej Łosinka: 
  - gromada Czyżyki (Czyżyki),
  - gromada Dolna (Dolna, Kraskowszczyzna i Wygoda),
  - gromada Dubiny (Dubiny),
  - gromada Kojły (Kojły),
  - gromada Kotówka (Kotówka),
  - gromada Kuraszewo (Kuraszewo i Maksymowszczyzna),
  - gromada Lady (Lady i Łuszcze),
  - gromada Lipiny (Lipiny),
  - gromada Nowoberezowo (Nowoberezowo),
  - gromada Nowokornino (Nowokornino),
  - gromada Osówka (Osówka),
  - gromada Placówka (Placówka i Chemiczna),
  - gromada Putiska (Bielszczyzna i Putiska),
  - gromada Szostakowo (Szostakowo),
  - gromada Trywieża (Trywieża),
  - gromada Wólka (Podwieżanka, Wieżanka i Wólka);

- ze zniesionej gminy wiejskiej Pasynki:
  - gromada Leniewo (Leniewo);

- z gminy wiejskiej Białowieża:
  - gromada Hajnówka (Hajnówka, Gorlańskie Stojło, Kozi Przeskok, Leśna, Postołowo, Sacharewo, Sawiny Gród, Skryplewo, Wydmuchowo i Znojka),
  - gromada Orzeszkowo (Nowiny, Orzeszkowo i Wierzchowskie);

- z gminy wiejskiej Orla: 
  - gromada Borek (Borek),
  - gromada Chytra (Chytra i Progale),
  - gromada Dubicze Osoczne (Dubicze Osoczne),
  - gromada Górne (Górne, Judzianka i Poryjewo),
  - gromada Jagodniki (Jagodniki),
  - gromada Istok (Istok),
  - gromada Pasieczniki Duże (Pasieczniki Duże),
  - gromada Witowo (Witowo),
  - ponadto z gromady Dubicze Cerkiewne[12]: Bachmat, Kraskowszczyzna i Pasieczniki Małe (które, włączono do gromady Witowo).

Podczas II wojny światowej gmina znajdowała się przejściowo poza administracją polską.
w 1944 roku do gminy Hajnówka włączyły:
- z gminy wiejskiej Narewka (przedwojennej gminy Masiewo):
  - gromadę Nowosady (Dubińska Ferma, Golakowa Szyja, Nowosady, Olchowa Kładka, Smolany Sadek, Sorocza Nóżka, Przechody i Zwodzieckie).
- z gminy wiejskiej Białowieża:
  - gromadę Topiło (Topiło), utworzoną z przedwojennej gromady Biała, którą po wojnie przecięła granica państwowa (obejmowała przed wojną miejscowości Biała, Goroszkówka I, Goroszkówka II, Leśnica, Mszanki, Olszanka, Topiło i Widły).

Po wojnie gmina należała do powietu białostockiego w woj. białostockim.
1 stycznia 1951 gromadzie Hajnówka nadano ustrój miejski, wyłączając ją z gminy Hajnówka. Sprawiło to, że wszystkie miejscowości wiejskie, wchodzące dotąd w skład gromady Hajnówka (Hajnówka, Kozi Przeskok, Leśna, Postołowo, Sacharewo, Sawiny Gród, Skryplewo, Wydmuchowo i Znojka) stały się obszarami miejskimi nowego miasta Hajnówka.
1 czerwca 1951 utworzono dwie nowe gromady w gminie Hajnówka: 
- zniesiono gromadę Putiska, a jej obszar przekształcono w nową gromadę Bielszczyzna,
- utworzono nową gromadę Łuszcze z miejscowości Łuszcze, wyłączonej z gromady Lady.

1 czerwca 1952 dokonano kilku zmian wewnątrzgminnych w gminie Hajnówka:
- zniesiono po roku gromadę Łuszcze, włączając jej obszar z powrotem do gromady Lady,
- z gromady Dolna wyłączono miejscowość Wygoda, włączając ją do gromady Nowoberezowo,
- z gromady Kuraszewo wyłączono miejscowość Maksymowszczyzna, włączając ją do gromady Wólka.

1 lipca 1952 przeprowadzono wielkie zmiany w podziale administracyjnym powiatu bielskiego, znosząc niektóre gminy, a tworząc nowe. Gmina Hajnówka zachowała się, lecz zmieniły się jej granice:
- część gminy Hajnówka weszła w skład nowo utworzonej gminy Czyże:
  - gromada Kuraszewo (Kuraszewo),
  - gromada Lady (Lady i Łuszcze),
  - gromada Leniewo (Leniewo),
  - gromada Osówka (Osówka);

- część gminy Hajnówka weszła w skład reaktywowanej gminy Łosinka:
  - gromada Trywieża (Trywieża),
  - gromada Wólka (Maksymowszczyzna, Podwieżanka, Wieżanka i Wólka),
  - ponadto z gromady Nowosady: miejscowość Olchowa Kładka (w gminie Łosinka weszła w skład gromady Borysówka[19]);

- część gminy Hajnówka weszła w skład nowo utworzonej gminy Policzna:
  - gromada Topiło (Topiło i Gorlańskie Stojło);

- część gminy Hajnówka weszła w skład nowo utworzonej gminy Dubicze Cerkiewne:
  - gromada Istok (Istok),
  - gromada Witowo (Witowo, Bachmat, Kraskowszczyzna i Pasieczniki Małe).

Ponadto zmieniono granice gminy Hajnówka i miasta Hajnówka:
- część gminy Hajnówka włączono do miasta Hajnówka:
  - gromada Dolna (Dolna, Kraskowszczyzna i Wygoda),
  - gromada Górne (Górne, Judzianka i Poryjewo),
  - gromada Placówka (Placówka i Chemiczna);
  - część gromady Bielszczyzna[20],
  - część gromady Lipiny[20];

- do gminy Hajnówka włączono część obszaru miasta Hajnówka:
  - miejscowości Postołowo, Sawiny Gród i Skryplewo, z których utworzono nową gromadę Postołowo w gminie Hajnówka[19].

Po zmianach tych, skład gminy Hajnówka w dniu 1 lipca 1952 obejmował 17 gromad: 
- gromada Bielszczyzna (Bielszczyzna i Putiska),
- gromada Borek (Borek),
- gromada Chytra (Chytra i Progale),
- gromada Czyżyki (Czyżyki),
- gromada Dubicze Osoczne (Dubicze Osoczne),
- gromada Dubiny (Dubiny),
- gromada Jagodniki (Jagodniki),
- gromada Kojły (Kojły),
- gromada Kotówka (Kotówka),
- gromada Lipiny (Lipiny),
- gromada Nowoberezowo (Nowoberezowo i Wygoda),
- gromada Nowokornino (Nowokornino),
- gromada Nowosady (Dubińska Ferma, Golakowa Szyja, Nowosady, Smolany Sadek, Sorocza Nóżka, Przechody i Zwodzieckie),
- gromada Orzeszkowo (Nowiny, Orzeszkowo i Wierzchowskie)
- gromada Pasieczniki Duże (Pasieczniki Duże),
- gromada Postołowo (Postołowo, Sawiny Gród i Skryplewo),
- gromada Szostakowo (Szostakowo).

1 stycznia 1954 utworzono powiat hajnowski z siedzibą w Hajnówce ze wschodnich gmin powiatu bielskiego, w skład którego weszła gmina Hajnówka. Jednak tego samego dnia gminę Hajnówka zniesiono:
- część gminy Hajnówka włączono do gminy Dubicze Cerkiewne:
  - gromada Jagodniki (Jagodniki),
  - gromada Orzeszkowo (Nowiny, Orzeszkowo i Wierzchowskie),
  - gromada Pasieczniki Duże (Pasieczniki Duże);

- część gminy Hajnówka weszła w skład gminy Łosinka:
  - gromada Kotówka (Kotówka),
  - gromada Nowosady (Dubińska Ferma, Golakowa Szyja, Nowosady, Smolany Sadek, Sorocza Nóżka, Przechody i Zwodzieckie);

- z pozostałej części gminy Hajnówka (12 gromad) utworzono nową gminę Nowoberezowo, po przeniesieniu siedziby gminy Hajnówka z Hajnówki do Nowoberezowa i zmianie nazwy gminy na gmina Nowoberezowo:
  - gromada Bielszczyzna (Bielszczyzna i Putiska),
  - gromada Borek (Borek),
  - gromada Chytra (Chytra i Progale),
  - gromada Czyżyki (Czyżyki),
  - gromada Dubicze Osoczne (Dubicze Osoczne),
  - gromada Dubiny (Dubiny),
  - gromada Kojły (Kojły),
  - gromada Lipiny (Lipiny),
  - gromada Nowoberezowo (Nowoberezowo i Wygoda),
  - gromada Nowokornino (Nowokornino),
  - gromada Postołowo (Postołowo, Sawiny Gród i Skryplewo),
  - gromada Szostakowo (Szostakowo).

### Trzecia odsłona (1973–)
Gminę wiejską Hajnówka przywrócono po raz trzeci 1 stycznia 1973 roku w powiecie hajnowskim w województwie białostockim w związku z reformą administracyjną kraju, która reaktywowała gminy w miejsce dotychczasowych gromad (a które funkcjonowały w latach 1954–1972). W skład gminy weszło 28 sołectw:
- Bielszczyzna, Borek, Borysówka, Chytra, Czyżyki, Dubicze Osoczne, Dubiny, Kotówka, Lipiny, Łozice, Mochnate, Nowoberezowo, Nowokornino, Nowosady, Olchowa Kładka, Orzeszkowo, Pasieczniki Duże, Postołowo, Progale, Puciska, Rzepiska, Sawiny Gród, Skryplewo, Stare Berezowo, Trywieża, Wasilkowo, Wierzchowskie i Wygoda.

Nowa gmina Hajnówka objęła obszar znacznie inny niż w poprzednich odsłonach. W jej skład weszło m.in. pięć sołectw, które nigdy wcześniej do gminy Hajnówka nie należało:
- Borysówka, Rzepiska i Wasilkowo (do 1934 i 1952–54 w gminie Łosinka, 1934–52 w gminie Narew),
- Mochnate i Stare Berezowo (do 1952 w gminie Orla, 1952–54 w gminie Czyże).

Wreszcie szereg sołectw należał do gminy Hajnówka tylko periodycznie, a wiele sołectw do niej już nie powróciło.
W latach 1975–1998 gmina położona była w (małym) województwie białostockim.
1 lutego 1977 do miasta Hajnówka z gminy Hajnówka włączono część obszaru wsi Dubiny o powierzchni 115 ha oraz część obszaru wsi Lipiny o powierzchni 15 ha.
1 stycznia 1998 do miasta Hajnówka z gminy Hajnówka włączono część wsi Lipiny (28,75 ha).
21 grudnia 1998 z miasta Hajnówka wyłączono Sacharewo (będące w jej granicach od 1951 roku), włączając je jako osadę do gminy Hajnówka.

### Zmiany terytorialne
| Miejscowość       | do 1929    | 1929–1930  | 1930–1934  | 1934–1944  | 1944–1950  | 1951–1952    | 1952–1953    | 1954         | 1973–1998    | od 1998      |
| ----------------- | ---------- | ---------- | ---------- | ---------- | ---------- | ------------ | ------------ | ------------ | ------------ | ------------ |
| Czyżyki           | Łosinka    | Hajnówka   | Łosinka    | Hajnówka   | Hajnówka   | Hajnówka     | Hajnówka     | Nowoberezowo | Hajnówka     | Hajnówka     |
| Dolna             | Łosinka    | Hajnówka   | Łosinka    | Hajnówka   | Hajnówka   | Hajnówka     | Hajnówka (m) | Hajnówka (m) | Hajnówka (m) | Hajnówka (m) |
| Kraskowszczyzna   | Łosinka    | Hajnówka   | Łosinka    | Hajnówka   | Hajnówka   | Hajnówka     | Hajnówka (m) | Hajnówka (m) | Hajnówka (m) | Hajnówka (m) |
| Wygoda            | Łosinka    | Hajnówka   | Łosinka    | Hajnówka   | Hajnówka   | Hajnówka     | Hajnówka     | Nowoberezowo | Hajnówka     | Hajnówka     |
| Dubiny            | Łosinka    | Hajnówka   | Łosinka    | Hajnówka   | Hajnówka   | Hajnówka     | Hajnówka     | Nowoberezowo | Hajnówka     | Hajnówka     |
| Kojły             | Łosinka    | Łosinka    | Łosinka    | Hajnówka   | Hajnówka   | Hajnówka     | Hajnówka     | Nowoberezowo | Czyże        | Czyże        |
| Kotówka           | Łosinka    | Łosinka    | Łosinka    | Hajnówka   | Hajnówka   | Hajnówka     | Hajnówka     | Łosinka      | Hajnówka     | Hajnówka     |
| Kuraszewo         | Łosinka    | Łosinka    | Łosinka    | Hajnówka   | Hajnówka   | Hajnówka     | Czyże        | Czyże        | Czyże        | Czyże        |
| Maksymowszczyzna  | Łosinka    | Łosinka    | Łosinka    | Hajnówka   | Hajnówka   | Hajnówka     | Łosinka      | Łosinka      | Czyże        | Czyże        |
| Lady              | Łosinka    | Łosinka    | Łosinka    | Hajnówka   | Hajnówka   | Hajnówka     | Czyże        | Czyże        | Czyże        | Czyże        |
| Łuszcze           | Łosinka    | Łosinka    | Łosinka    | Hajnówka   | Hajnówka   | Hajnówka     | Czyże        | Czyże        | Czyże        | Czyże        |
| Lipiny            | Łosinka    | Hajnówka   | Łosinka    | Hajnówka   | Hajnówka   | Hajnówka     | Hajnówka     | Nowoberezowo | Hajnówka     | Hajnówka     |
| Nowoberezowo      | Łosinka    | Hajnówka   | Łosinka    | Hajnówka   | Hajnówka   | Hajnówka     | Hajnówka     | Nowoberezowo | Hajnówka     | Hajnówka     |
| Nowokornino       | Łosinka    | Łosinka    | Łosinka    | Hajnówka   | Hajnówka   | Hajnówka     | Hajnówka     | Nowoberezowo | Hajnówka     | Hajnówka     |
| Osówka            | Łosinka    | Łosinka    | Łosinka    | Hajnówka   | Hajnówka   | Hajnówka     | Czyże        | Czyże        | Czyże        | Czyże        |
| Placówka          | Łosinka    | Hajnówka   | Łosinka    | Hajnówka   | Hajnówka   | Hajnówka     | Hajnówka (m) | Hajnówka (m) | Hajnówka (m) | Hajnówka (m) |
| Chemiczna         | Łosinka    | Hajnówka   | Łosinka    | Hajnówka   | Hajnówka   | Hajnówka     | Hajnówka (m) | Hajnówka (m) | Hajnówka (m) | Hajnówka (m) |
| Putiska           | Łosinka    | Hajnówka   | Łosinka    | Hajnówka   | Hajnówka   | Hajnówka     | Hajnówka     | Nowoberezowo | Hajnówka     | Hajnówka     |
| Bielszczyzna      | Łosinka    | Hajnówka   | Łosinka    | Hajnówka   | Hajnówka   | Hajnówka     | Hajnówka     | Nowoberezowo | Hajnówka     | Hajnówka     |
| Szostakowo        | Łosinka    | Łosinka    | Łosinka    | Hajnówka   | Hajnówka   | Hajnówka     | Hajnówka     | Nowoberezowo | Czyże        | Czyże        |
| Trywieża          | Łosinka    | Łosinka    | Łosinka    | Hajnówka   | Hajnówka   | Hajnówka     | Łosinka      | Łosinka      | Hajnówka     | Hajnówka     |
| Wólka             | Łosinka    | Łosinka    | Łosinka    | Hajnówka   | Hajnówka   | Hajnówka     | Łosinka      | Łosinka      | Czyże        | Czyże        |
| Podwieżanka       | Łosinka    | Łosinka    | Łosinka    | Hajnówka   | Hajnówka   | Hajnówka     | Łosinka      | Łosinka      | Czyże        | Czyże        |
| Wieżanka          | Łosinka    | Łosinka    | Łosinka    | Hajnówka   | Hajnówka   | Hajnówka     | Łosinka      | Łosinka      | Czyże        | Czyże        |
| Leniewo           | Pasynki    | Pasynki    | Pasynki    | Hajnówka   | Hajnówka   | Hajnówka     | Czyże        | Czyże        | Czyże        | Czyże        |
| Hajnówka          | Białowieża | Hajnówka   | Białowieża | Hajnówka   | Hajnówka   | Hajnówka (m) | Hajnówka (m) | Hajnówka (m) | Hajnówka (m) | Hajnówka (m) |
| Gorlańskie Stojło | Białowieża | Białowieża | Białowieża | Hajnówka   | Hajnówka   | Hajnówka     | Policzna     | Policzna     | Hajnówka     | Hajnówka     |
| Kozi Przeskok     | Białowieża | Białowieża | Białowieża | Hajnówka   | Hajnówka   | Hajnówka (m) | Hajnówka (m) | Hajnówka (m) | Hajnówka (m) | Hajnówka (m) |
| Leśna             | Białowieża | Białowieża | Białowieża | Hajnówka   | Hajnówka   | Hajnówka (m) | Hajnówka (m) | Hajnówka (m) | Hajnówka (m) | Hajnówka (m) |
| Postołowo         | Białowieża | Hajnówka   | Białowieża | Hajnówka   | Hajnówka   | Hajnówka (m) | Hajnówka     | Nowoberezowo | Hajnówka     | Hajnówka     |
| Sacharewo         | Białowieża | Białowieża | Białowieża | Hajnówka   | Hajnówka   | Hajnówka (m) | Hajnówka (m) | Hajnówka (m) | Hajnówka (m) | Hajnówka     |
| Sawiny Gród       | Białowieża | Hajnówka   | Białowieża | Hajnówka   | Hajnówka   | Hajnówka (m) | Hajnówka     | Nowoberezowo | Hajnówka     | Hajnówka     |
| Skryplewo         | Białowieża | Hajnówka   | Białowieża | Hajnówka   | Hajnówka   | Hajnówka (m) | Hajnówka     | Nowoberezowo | Hajnówka     | Hajnówka     |
| Wydmuchowo        | Białowieża | Białowieża | Białowieża | Hajnówka   | Hajnówka   | Hajnówka (m) | Hajnówka (m) | Hajnówka (m) | Hajnówka (m) | Hajnówka (m) |
| Znojka            | Białowieża | Białowieża | Białowieża | Hajnówka   | Hajnówka   | Hajnówka (m) | Hajnówka (m) | Hajnówka (m) | Hajnówka (m) | Hajnówka (m) |
| Orzeszkowo        | Białowieża | Hajnówka   | Białowieża | Hajnówka   | Hajnówka   | Hajnówka     | Hajnówka     | Dubicze C.   | Hajnówka     | Hajnówka     |
| Nowiny            | Białowieża | Białowieża | Białowieża | Hajnówka   | Hajnówka   | Hajnówka     | Hajnówka     | Dubicze C.   | Hajnówka     | Hajnówka     |
| Wierzchowskie     | Białowieża | Hajnówka   | Białowieża | Hajnówka   | Hajnówka   | Hajnówka     | Hajnówka     | Dubicze C.   | Hajnówka     | Hajnówka     |
| Borek             | Orla       | Hajnówka   | Orla       | Hajnówka   | Hajnówka   | Hajnówka     | Hajnówka     | Nowoberezowo | Hajnówka     | Hajnówka     |
| Chytra            | Orla       | Hajnówka   | Orla       | Hajnówka   | Hajnówka   | Hajnówka     | Hajnówka     | Nowoberezowo | Hajnówka     | Hajnówka     |
| Progale           | Orla       | Hajnówka   | Orla       | Hajnówka   | Hajnówka   | Hajnówka     | Hajnówka     | Nowoberezowo | Hajnówka     | Hajnówka     |
| Dubicze Osoczne   | Orla       | Orla       | Orla       | Hajnówka   | Hajnówka   | Hajnówka     | Hajnówka     | Nowoberezowo | Hajnówka     | Hajnówka     |
| Górne             | Orla       | Hajnówka   | Orla       | Hajnówka   | Hajnówka   | Hajnówka     | Hajnówka (m) | Hajnówka (m) | Hajnówka (m) | Hajnówka (m) |
| Judzianka         | Orla       | Hajnówka   | Orla       | Hajnówka   | Hajnówka   | Hajnówka     | Hajnówka (m) | Hajnówka (m) | Hajnówka (m) | Hajnówka (m) |
| Poryjewo          | Orla       | Hajnówka   | Orla       | Hajnówka   | Hajnówka   | Hajnówka     | Hajnówka (m) | Hajnówka (m) | Hajnówka (m) | Hajnówka (m) |
| Jagodniki         | Orla       | Orla       | Orla       | Hajnówka   | Hajnówka   | Hajnówka     | Hajnówka     | Dubicze C.   | Dubicze C.   | Dubicze C.   |
| Istok             | Orla       | Orla       | Orla       | Hajnówka   | Hajnówka   | Hajnówka     | Dubicze C.   | Dubicze C.   | Dubicze C.   | Dubicze C.   |
| Pasieczniki Duże  | Orla       | Orla       | Orla       | Hajnówka   | Hajnówka   | Hajnówka     | Dubicze C.   | Dubicze C.   | Hajnówka     | Hajnówka     |
| Witowo            | Orla       | Orla       | Orla       | Hajnówka   | Hajnówka   | Hajnówka     | Dubicze C.   | Dubicze C.   | Dubicze C.   | Dubicze C.   |
| Bachmat           | Orla       | Orla       | Orla       | Hajnówka   | Hajnówka   | Hajnówka     | Dubicze C.   | Dubicze C.   | Dubicze C.   | Dubicze C.   |
| Kraskowszczyzna   | Orla       | Orla       | Orla       | Hajnówka   | Hajnówka   | Hajnówka     | Dubicze C.   | Dubicze C.   | Dubicze C.   | Dubicze C.   |
| Pasieczniki Małe  | Orla       | Orla       | Orla       | Hajnówka   | Hajnówka   | Hajnówka     | Dubicze C.   | Dubicze C.   | Dubicze C.   | Dubicze C.   |
| Długi Bród        | Białowieża | Hajnówka   | Białowieża | Białowieża | Kleszczele | Kleszczele   | Policzna     | Policzna     | Dubicze C.   | Dubicze C.   |
| Jakubowo          | Białowieża | Hajnówka   | Białowieża | Białowieża | Kleszczele | Kleszczele   | Policzna     | Policzna     | Dubicze C.   | Dubicze C.   |
| Krugłe            | Białowieża | Hajnówka   | Białowieża | Białowieża | Kleszczele | Kleszczele   | Policzna     | Policzna     | Dubicze C.   | Dubicze C.   |
| Łozice            | Białowieża | Hajnówka   | Białowieża | Białowieża | Kleszczele | Kleszczele   | Policzna     | Policzna     | Hajnówka     | Hajnówka     |
| Nikiforowszczyzna | Białowieża | Hajnówka   | Białowieża | Białowieża | Kleszczele | Kleszczele   | Policzna     | Policzna     | Dubicze C.   | Dubicze C.   |
| Piaski            | Białowieża | Hajnówka   | Białowieża | Białowieża | Kleszczele | Kleszczele   | Policzna     | Policzna     | Dubicze C.   | Dubicze C.   |
| Starzyna          | Białowieża | Hajnówka   | Białowieża | Białowieża | Kleszczele | Kleszczele   | Policzna     | Policzna     | Dubicze C.   | Dubicze C.   |
| Wiluki            | Białowieża | Hajnówka   | Białowieża | Białowieża | Kleszczele | Kleszczele   | Policzna     | Policzna     | Dubicze C.   | Dubicze C.   |
| Wygon             | Białowieża | Hajnówka   | Białowieża | Białowieża | Kleszczele | Kleszczele   | Policzna     | Policzna     | Dubicze C.   | Dubicze C.   |
| Zabagonie         | Białowieża | Hajnówka   | Białowieża | Białowieża | Kleszczele | Kleszczele   | Policzna     | Policzna     | Dubicze C.   | Dubicze C.   |
| Nowosady          | Masiewo    | Hajnówka   | Masiewo    | Masiewo    | Hajnówka   | Hajnówka     | Hajnówka     | Łosinka      | Hajnówka     | Hajnówka     |
| Dubińska Ferma    | Masiewo    | Hajnówka   | Masiewo    | Masiewo    | Hajnówka   | Hajnówka     | Hajnówka     | Łosinka      | Hajnówka     | Hajnówka     |
| Golakowa Szyja    | Masiewo    | Hajnówka   | Masiewo    | Masiewo    | Hajnówka   | Hajnówka     | Hajnówka     | Łosinka      | Hajnówka     | Hajnówka     |
| Olchowa Kładka    | Masiewo    | Hajnówka   | Masiewo    | Masiewo    | Hajnówka   | Hajnówka     | Łosinka      | Łosinka      | Hajnówka     | Hajnówka     |
| Smolany Sadek     | Masiewo    | Hajnówka   | Masiewo    | Masiewo    | Hajnówka   | Hajnówka     | Hajnówka     | Łosinka      | Hajnówka     | Hajnówka     |
| Sorocza Nóżka     | Masiewo    | Hajnówka   | Masiewo    | Masiewo    | Hajnówka   | Hajnówka     | Hajnówka     | Łosinka      | Hajnówka     | Hajnówka     |
| Przechody         | Masiewo    | Hajnówka   | Masiewo    | Masiewo    | Hajnówka   | Hajnówka     | Hajnówka     | Łosinka      | Hajnówka     | Hajnówka     |
| Zwodzieckie       | Masiewo    | Hajnówka   | Masiewo    | Masiewo    | Hajnówka   | Hajnówka     | Hajnówka     | Łosinka      | Hajnówka     | Hajnówka     |
| Topiło            | Białowieża | Białowieża | Białowieża | Białowieża | Hajnówka   | Hajnówka     | Policzna     | Policzna     | Hajnówka     | Hajnówka     |
| Borysówka         | Łosinka    | Łosinka    | Łosinka    | Narew      | Narew      | Narew        | Łosinka      | Łosinka      | Hajnówka     | Hajnówka     |
| Rzepiska          | Łosinka    | Łosinka    | Łosinka    | Narew      | Narew      | Narew        | Łosinka      | Łosinka      | Hajnówka     | Hajnówka     |
| Wasilkowo         | Łosinka    | Łosinka    | Łosinka    | Narew      | Narew      | Narew        | Łosinka      | Łosinka      | Hajnówka     | Hajnówka     |
| Mochnate          | Orla       | Orla       | Orla       | Orla       | Orla       | Orla         | Czyże        | Czyże        | Hajnówka     | Hajnówka     |
| Stare Berezowo    | Orla       | Orla       | Orla       | Orla       | Orla       | Orla         | Czyże        | Czyże        | Hajnówka     | Hajnówka     |

## Struktura powierzchni
Według danych z roku 2002 gmina Hajnówka ma obszar 293,15 km², w tym:
- użytki rolne: 37%
- użytki leśne: 56%

Gmina stanowi 18,05% powierzchni powiatu.

## Demografia

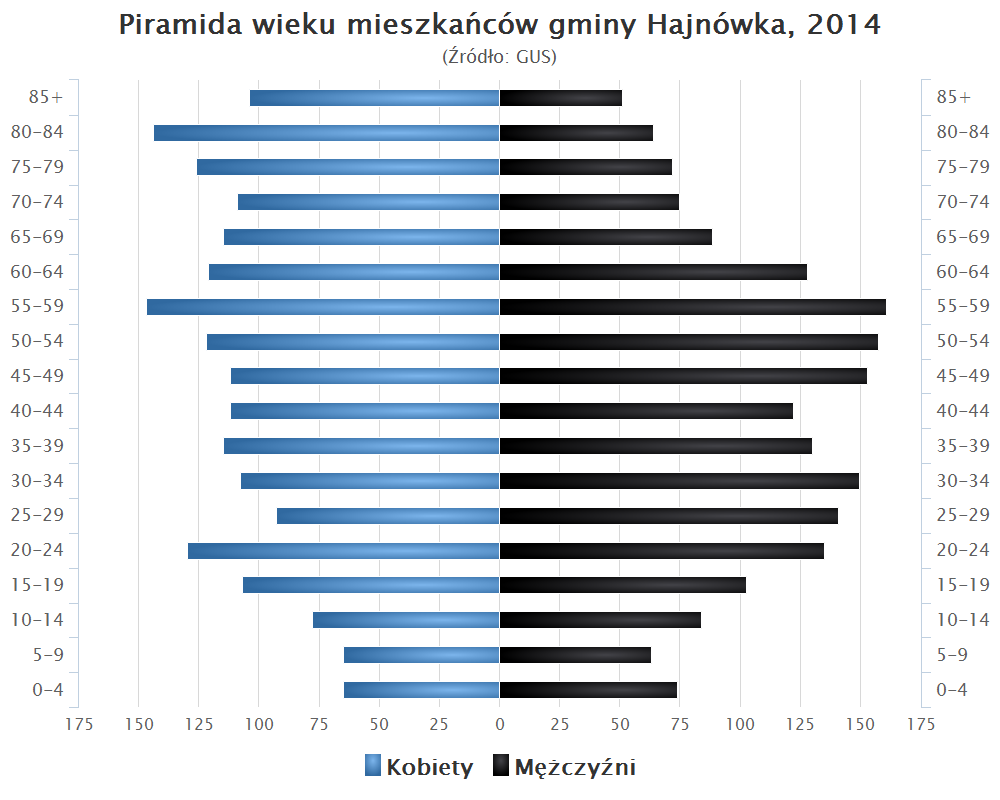
Piramida wieku mieszkańców gminy Hajnówka w 2014 roku

Dane z 30 czerwca 2014:
| Opis                              | Ogółem | Ogółem | Kobiety | Kobiety | Mężczyźni | Mężczyźni |
| --------------------------------- | ------ | ------ | ------- | ------- | --------- | --------- |
| jednostka                         | osób   | %      | osób    | %       | osób      | %         |
| populacja                         | 3942   | 100    | 1972    | 50,03   | 1970      | 49,97     |
| gęstość zaludnienia (mieszk./km²) | 13,45  | 13,45  |         |         |           |           |

## Skład narodowościowy
Zgodnie z wynikami Narodowego Spisu Powszechnego z 2002 roku gmina wiejska Hajnówka była jedną z gmin, w których osoby narodowości polskiej stanowiły mniej niż połowę mieszkańców. Narodowość polską zadeklarowało wówczas 34,29% mieszkańców. Narodowość białoruską podało w tym samym czasie 65,47% ludności gminy.

## Religia
Większość mieszkańców gminy wyznaje prawosławie, na terenie gminy znajdują się trzy parafie prawosławne: w Nowoberezowie, w Orzeszkowie i w Dubinach. Katolicy i przedstawiciele innych wyznań należą do placówek duszpasterskich w Hajnówce.

## Sołectwa

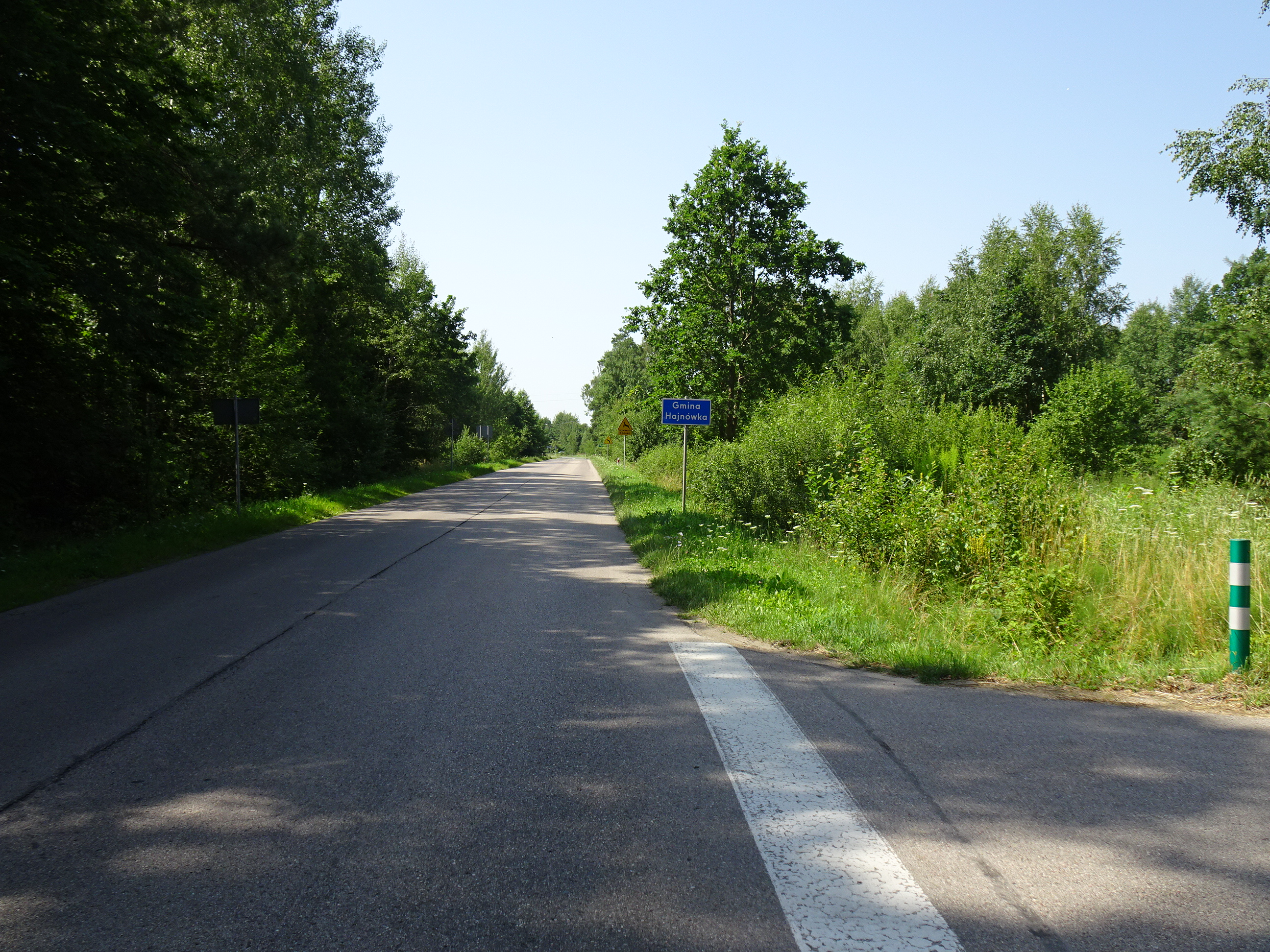
Wjazd do gminy od strony Narewki.

Bielszczyzna, Borek, Borysówka, Chytra, Czyżyki, Dubicze Osoczne, Dubiny, Kotówka, Lipiny, Łozice, Mochnate, Nowoberezowo, Nowokornino, Nowosady, Orzeszkowo, Pasieczniki Duże, Postołowo, Puciska, Progale, Rzepiska, Stare Berezowo, Topiło, Trywieża, Wasilkowo, Wygoda.

## Pozostałe miejscowości
Bokówka, Dubińska Ferma, Golakowa Szyja, Majdan, Nieznany Bór, Olchowa Kładka, Olszyna, Pasieczniki-Stebki, Przechody, Sacharewo, Sawiny Gród, Skryplewo, Smolany Sadek, Sorocza Nóżka, Sosnówka, Wygon, Zwodzieckie, Podtrostyniec, Zatrostyniec.

## Sąsiednie gminy
Białowieża, Czyże, Dubicze Cerkiewne, Hajnówka, Narew, Narewka. Gmina sąsiaduje z Białorusią.